# Karlsruher Institut für Technologie
Il Karlsruher Institut für Technologie (in inglese: Karlsruhe Institute of Technology), abbreviato KIT, è una università del Baden-Württemberg e un centro di ricerca nazionale dell'associazione Helmholtz-Gemeinschaft. 

## Storia
È nata dall'unione della Universität Karlsruhe (TH) (ora: Campus Süd) con il Forschungszentrum Karlsruhe (ora: Campus Nord). Si trova nel centro di Karlsruhe (Campus Süd) e nel circondario del Eggenstein-Leopoldshafen nel Landkreis Karlsruhe (Campus Nord) e formano un ente pubblico Körperschaft des öffentlichen Rechts. Attraverso il lavoro comune di entrambi gli enti, ricerca e insegnamento, si è rafforzata l'innovazione e il trasferimento tecnologico. Una divisione dell'istituto è Instituts für Meteorologie und Klimaforschung che si trova Garmisch-Partenkirchen (Campus Alpin). Il KIT è socio del TU9 German Institutes of Technology e.V. nel campo dell'eccellenze. Nel 2006 è stato collocato alla prima posizione accanto alla LMU München e TU München per i futuristici concetti sviluppati, e nel 2012 accanto ad altre sei università tedesche, nel gruppo secondo delle "Eliteuniversitäten". Nella terza fase della graduatoria 2012, due scuole hanno centrato l'obiettivo, ma nessun cluster ha vinto, così il KIT non è risultato tra i primi posti da poter fregiarsi di Eliteuni. Secondo il QS World University Rankings il KIT nel 2011 si posiziona al 147º posto., nell'ambito ingegneristico al 51°, risultando essere tra le migliori università in ambito europeo. Secondo il Times Higher Education-Ranking il KIT risulta essere, nel 2012, al 151º posto. Nel 2011, secondo il Performance Ranking of Scientific Papers for World Universities, in base alle pubblicazioni tecnico-scientifiche risultava essere al 1º posto in Germania e al 9° su 10 in Europa.

### Storia dellaUniversität Karlsruhe

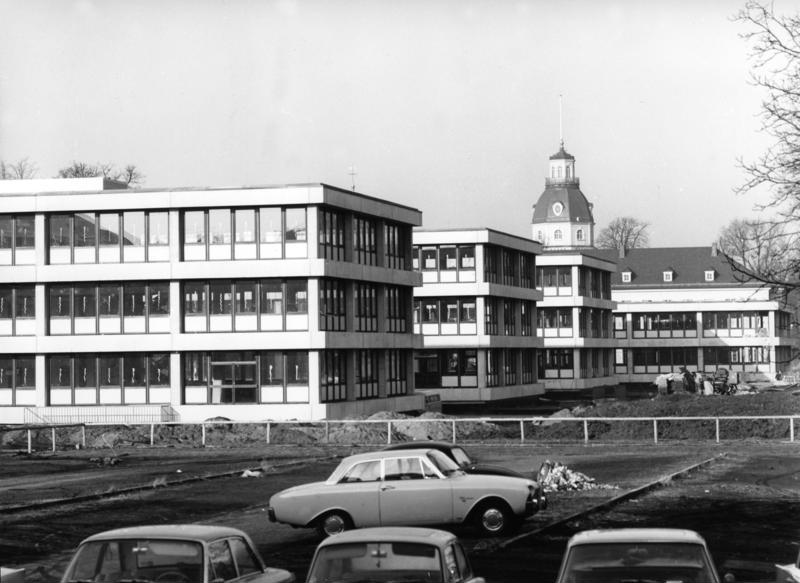
La Universität Karlsruhe nel 1967, l'edificio è l'attuale sede della facoltà di Economia

La fondazione del Polytechnikum di Karlsruhe risale al Granduca Ludwig von Baden il 7 ottobre 1825, sull'idea della École Polytechnique di Parigi. Nel 1832 nasce la Forstschule statale. Nel 1865 diventa, sotto Federico I di Baden, una Technische Hochschule (e nel 1902 chiamata "Fridericiana"), fino al 1885 quando prende il nome di Polytechnische Hochschule. Nel 1886 Heinrich Hertz, nella odierna Hertz-Hörsaal scoprì le onde elettromagnetiche. Nel 1899 il Technische Hochschule Karlsruhe rilascia dottorati. Quattro anni più tardi, Magdalena Neff sarà la prima donna in Germania a conseguire un titolo accademico in una università tecnica. Nel 1915, con Irene Rosenberg, divennero le prime donne promosse; una strada nel campus ricorda le personalità.
Nel dopoguerra le lezioni ripresero con 122 studenti. Nel 1967 la Technische Hochschule Fridericiana del Baden-Württemberg divenne la Universität Karlsruhe, che secondo il governo federale di Stoccarda doveva mantenere la designazione Technische Hochschule a lato. Due anni più tardi l'università divenne la prima Hochschule in Germania con indirizzo informatico, tre anni dopo fondarono la facoltà di informatica, la prima in Germania. Nel 1975 l'università si diede un nuovo logo, sviluppato da Rolf Lederbogen, insegnante dell'istituto di fondamenti di progettazione della facoltà architettura.
Grazie alla forza della ricerca la Universität Karlsruhe nel luglio 2005 diventa Forschungsuniversität. La designazione Universität Karlsruhe rimane uso esclusivo del KIT nel compimento della sua missione.

### Storia del centro ricerche Karlsruhe
Il centro ricerche fu istituito nel 1956 dal Bundesminister für Atomfragen come Reaktorbau- und Betriebsgesellschaft mbH e più tardi come Gesellschaft für Kernforschung mbH e ancora Kernforschungszentrum Karlsruhe GmbH (KfK). I soci e finanziatori furono la Bundesrepublik Deutschland al 90% e il Land Baden-Württemberg al 10%. L'attività principale fu quella di studio dell'energia atomica attraverso la ricerca di base in fisica atomica. Fu sviluppato il principio del Schwerwasserreaktor dal 1957 al 1961, costruendo il Forschungsreaktor 2, operativo fino al 1981. Il successo portò alla messa in funzione del Mehrzweckforschungsreaktor Karlsruhe, operativo dal 1965 al 1984, così come del prototipo KNK, dal 1971 al 1991. Un altro filone di ricerca riguarda lo studio del riprocessamento, come creato con il Wiederaufarbeitungsanlage Karlsruhe. Dall'inizio degli anni '70 furono sviluppate, su indicazione del Bundesministerium für Forschung und Technologie nuovi, non nucleari, filoni di ricerca, come ad esempio in ambito ambientale. Con l'inizio della graduale eliminazione dell'energia nucleare in Germania, iniziarono programmi come il Projekts Schneller Brüter, la fusione nucleare, meteorologia/clima, ambiente, genetica, tossicologia, microsistemica e fisica di base. Progetti come AANKA (luce di sincrotrone) o Kaskade in astrofisica, AUGER, e la ricerca sul Neutrino con l'esperimento KARMEN in Inghilterra. La misura della massa del Neutrino con il Tritium-Neutrino-Experiments (KATRIN) nel novembre 2006 con uno spettrometro, ha portato alla misurazione più precisa al mondo. Ciò ha portato alla modifica del nome da Kernforschungszentrum Karlsruhe in Forschungszentrum Karlsruhe con sottotitolo Technik und Umwelt nel 1995. Sottotitolo cambiato nel 2002 con in der Helmholtz-Gemeinschaft. Un altro cambiamento è avvenuto per tutti i 15 maggiori istituti di ricerca, con la fondazione nel 2001 della società Helmholtz-Gemeinschaft dedicata a Hermann von Helmholtz e patrocinata dal Bundesministerium für Bildung und Wissenschaft.

### Unione dell'università e del centro ricerche
Dopo la fondazione del Kernforschungszentrums nel 1956 iniziò la collaborazione con la Universität Karlsruhe con docenti dell'istituto per il centro ricerche. Nel 1964 vennero usate strutture del Kernforschungszentrum (centro ricerca di fisica nucleare), creando l'Istituto di fisica nucleare. Più tardi l'istituto per la tecnica della propulsione nucleare fu creato, e successivamente l'istituto per la Mikrosystemtechnik. Nel 1985 una prima fusione tra l'Istituto per la Meteorologia e la ricerca sul clima. Il 6 marzo 1996 con il Virtuellen Rechenzentrum il primo grande progetto di ricerca tra Universität e Forschungszentrum, sul calcolo scientifico.

La fondazione del Karlsruher Instituts für Technologie avviene l'11 aprile 2006 con la sottoscrizione di Horst Hippler e Dieter Ertmann per la Universität assieme a Manfred Popp e Sigurd Lettow per il Forschungszentrum. La pubblicazione dell'evento avvenne due settimane più tardi, il 25 aprile 2006. La institutionalisierte Zusammenarbeit dei partner iniziò il 1º luglio 2006; venne usato da allora il logo del KIT.
Il 13 ottobre 2006 iniziò la prima Exzellenzinitiative, assieme alla Ludwig-Maximilians-Universität München e la Technische Universität München. Con il benestare dei finanziamenti federali per il KIT, il Land e la Helmholtz-Gemeinschaft. Il contratto per la fondazione fu chiuso il 13 dicembre 2007 tra il Forschungszentrum Karlsruhe e la Universität Karlsruhe. Nel febbraio 2008 una festa nella città con ministri federali e del Land, sancisce l'unione.
Il 1º ottobre 2009 il KIT, diventa ente di diritto pubblico (staatliche Einrichtung). La direzione dei due enti precedenti decade.

#### Origine del nome
Il nome KIT deriva dall'acronimo anglosassone, Massachusetts Institute of Technology (MIT), uno dei migliori enti di ricerca e insegnamento tecnoscientifici del mondo.

## Direttori
- 1825-1832 Gustav Friedrich Wucherer
- 1833-1836 Friedrich August Walchner
- 1837-1840 Wilhelm Ludwig Volz
- 1840-1845 Karl Bader
- 1845-1848 Carl Heinrich Albert Kayser
- 1848-1857 Johann Ludwig Klauprecht
- 1857-1863 Ferdinand Redtenbacher
- 1863-1864 Moritz August Seubert
- 1864-1866 Jakob Hochstetter
- 1866-1867 Hermann Sternberg
- 1867-1869 Franz Grashof
- 1869-1870 Christian Wiener
- 1870-1871 Heinrich Lang
- 1871-1872 Wilhelm Schell
- 1872-1873 Franz Grashof
- 1873-1874 Reinhard Baumeister
- 1874-1875 Adolph Knop
- 1875-1876 Hermann Sternberg
- 1876-1877 Jacob Lüroth
- 1877-1878 Carl Birnbaum
- 1878-1879 Leonhard Sohncke
- 1879-1880 Heinrich Lang
- 1880-1881 Josef Hart
- 1881-1882 Christian Wiener
- 1882-1883 Franz Grashof
- 1883-1884 Carl Engler
- 1884-1885 Reinhard Baumeister
- 1885-1886 Franz Grashof
- 1886-1887 Leopold Just
- 1887-1888 Josef Hart
- 1888-1889 Karl Schuberg
- 1889-1890 Matthäus Haid
- 1890-1891 Ernst Schröder
- 1891-1892 Christian Wiener
- 1892-1893 Karl Keller
- 1893-1894 Karl Schuberg
- 1894-1895 Matthäus Haid

## Rettori
- 1895-1896 Reinhard Baumeister
- 1896-1897 Hans Bunte
- 1897-1898 Josef Hart
- 1898-1899 Carl Engler
- 1899-1900 Ernst Adolf Brauer
- 1900-1901 Otto Lehmann
- 1901-1902 Matthäus Haid
- 1902-1903 Adolf von Oechelhäuser
- 1903-1904 Ludwig Klein
- 1904-1905 Friedrich Schur
- 1905-1906 Xaver Siefert
- 1906-1907 Engelbert Arnold
- 1907-1908 Theodor Rehbock
- 1908-1909 Adolf Krazer
- 1909-1910 Adolf von Oechelhäuser
- 1910-1911 Paul Stäckel
- 1911-1912 Georg Benoit
- 1912-1913 Otto von Zwiedineck-Südenhorst
- 1913-1914 Ludwig Klein
- 1914-1915 Adolf Krazer
- 1915-1916 Udo Müller
- 1916-1917 Theodor Rehbock
- 1917-1918 Hans Hausrath
- 1918-1919 Richard Graßmann
- 1919-1920 Wilhelm Paulcke
- 1920-1921 Otto Ammann
- 1921-1922 Georg Benoit
- 1922-1923 Georg Bredig
- 1923-1924 Richard Baldus
- 1924-1925 Karl Caesar
- 1925-1926 Theodor Rehbock
- 1926-1927 Emil Probst
- 1927-1928 Hans Kluge
- 1928-1929 Karl Wulzinger
- 1929-1930 Alfred Stock
- 1930-1931 Rudolf Plank
- 1931-1933 Karl Holl
- 1933-1935 Hans Kluge
- 1935-1937 Heinrich Wittmann
- 1937-1945 Rudolf Weigel
- 1945 Karl Georg Schmidt (ruolo non esercitato)
- 1945-1946 Rudolf Plank
- 1946-1947 Theodor Pöschl
- 1947-1948 Hans Jungbluth
- 1948-1949 Paul Günther
- 1949-1950 Ernst Terres
- 1950-1952 Hermann Backhaus
- 1952-1954 Otto Haupt
- 1954-1956 Rudolf Scholder
- 1956 Guntram Lesch
- 1956-1958 Kurt Nesselmann
- 1958-1961 Hans Leussink
- 1961-1963 Johannes Weissinger
- 1963-1965 Paul Schulz
- 1965-1966 Klaus Lankheit
- 1966-1968 Hans Rumpf
- 1968-1983 Heinz Draheim
- 1983-1994 Heinz Kunle
- 1994-2002 Sigmar Wittig
- 2002 Manfred Schneider (ruolo non esercitato)
- 2002-2009 Horst Hippler

## Presidenti
- 2009-2012 Horst Hippler e Eberhard Umbach
- 2012-2013 Eberhard Umbach
- Dal 2013[15] Holger Hanselka